# Одиночные осы

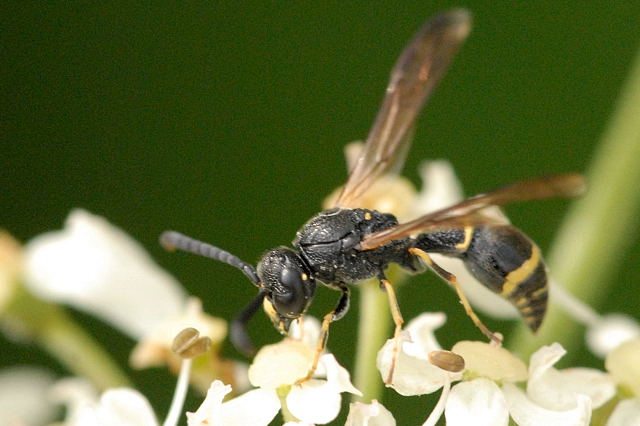
Symmorphus gracilis

Одиночные осы, или эвмены (лат. Eumeninae) — большое подсемейство настоящих ос, ранее рассматриваемое в качестве отдельного семейства Eumenidae. Около 3000 видов. В Европе встречаются 312 видов из 37 родов. В России 34 рода и 162 вида.

## Экология
Личинки являются паразитоидами гусениц бабочек и личинок некоторых жуков. Взрослые самки охотятся на гусениц для откладывания в них яиц и в которых в будущем появится личинка осы, также оса может охотиться на личинок жуков-листоедов. Сами же взрослые осы питаются нектаром растений.
Осы делают норки, в которых оставляют гусеницу с отложенным в неё яйцом. Иногда оса занимает норки, ранее заселяемые другими осами. Род Zethus делает гнёзда в полостях мёртвой древесины. Большинство ос регулярно снабжают своих личинок, оставленных в норах, гусеницами.

## Систематика
Одна из самых разнообразных групп ос семейства Vespidae, к которому относятся более 200 родов и включает значительную часть видов семейства (около 3000 видов).
В 2013 году в ходе анализа филогенетических отношений разных клад подтверждена монофилия подсемейства Eumeninae, подтверждено выделение триб Zethini, Odynerini и Eumenini, где Zethini sensu lato является сестринской по отношению ко всем остальным Eumeninae.

### Роды
Некоторые роды подсемейства:
- Abispa Mitchell, 1838
- Afrogamma
- Allorhynchium
- Ancistrocerus Wesmael, 1836
- Antepipona Saussure, 1855
- Anterhynchium Saussure, 1863 (Anterhynchium mellyi)
- Antodynerus Saussure, 1855
- Apodynerus
- Brachyodynerus (Brachyodynerus chloroticus)
- Brachypipona (Brachypipona orientalis)
- Calligaster (Calligaster himalayensis, Calligaster ilocana Selis, 2022, Calligaster williamsi Bequaert, 1940)[6]
- Chlorodynerus
- Coeleumenes (Coeleumenes burmanicus )
- Cyrtolabulus
- Ectopioglossa (Ectopioglossa ovalis)
- Epsilon (Epsilon dyscherum)
- Elimus Saussure, 1852
- Emeryrhynchium
- Euodynerus (Euodynerus danticiviolaceipennis, Euodynerus trilobus)
- Eumenes Latreille, 1802
- Extreuodynerus
- Gibbodynerus (Gibbodynerus gibbus, Gibbodynerus minutus)
- Intereuodynerus (Intereuodynerus fritzi)
- Katamenes
- Knemodynerus
- Labus Saussure, 1867 (Labus edenticulus)
- Leptochilus Saussure, 1852
- Malayepipona Giordani Soika, 1993[7]
- Micreumenes (Micreumenes snellingi)
- Microdynerus[8]
- Monobia (Monobia quadridens)
- Montezumia
- Nirtenia
- Odynerus Latreille, 1802
- Onychopterocheilus
- Oreumenes
- Orientalicesa (Orientalicesa nigra)
- Pachodynerus (Pachodynerus erynnis)
- Paralastor Saussure, 1856
- Paraleptomenes (Paraleptomenes kosempoensis)
- Parancistrocerus[9][10](Parancistrocerus hongkongensis, Parancistrocerus yachowensis)
- Pararrhynchium Saussure, 1855[11][12]
- Parazumia
- Pareumenes (Pareumenes quadrispinosus)
- Parodynerus Saussure, 1855
- Phimenes Giordani Soika, 1992 (Phimenes flavopictus)
- Pseudagris (ранее как подрод в Synagris)[13][14]
- Pseudonortonia Giordani Soika, 1936
- Pseudozumia (Pseudozumia indica)
- Pseumenes
- Pterocheilus Klug, 1805
- Raphiglossa S. S. Saunders, 1850
- Rhynchagris (ранее как подрод в Synagris)[13]
- Rhynchium Spinola, 1806 (Rhynchium brunneum, Rhynchium quinquecinctum)
- Stenodyneriellus (Stenodyneriellus tricoloratus)
- Stenodynerus
- Subancistrocerus (Subancistrocerus camicrus)
- Synagris Wesmael, 1836 (Symmorphus tsushimanus)[13]
- Syneuodynerus (Syneuodynerus siamesicus)
- Tachymenes (Tachymenes abruptus)
- Stroudia
- Symmorphus Wesmael, 1836 (Symmorphus tsushimanus)
- Zeta Saussure, 1855 (Zethus dolosus)
- Zetheumenidion
- Zethus  Fabricius, 1804